# Acrocorinthe
 (juillet 2010).
Si vous disposez d'ouvrages ou d'articles de référence ou si vous connaissez des sites web de qualité traitant du thème abordé ici, merci de compléter l'article en donnant les références utiles à sa vérifiabilité et en les liant à la section « Notes et références ».
L'Acrocorinthe (en grec moderne : Ακροκόρινθος / Akrokórinthos) est la citadelle de l'antique Corinthe, devenue aujourd'hui la ville moderne de Corinthe. Le site, défendant l'isthme de Corinthe, fut occupé du XIe siècle av. J.-C. au XIXe siècle et possède de nombreux vestiges des différents occupants — Corinthiens, Romains, Byzantins, Francs, Vénitiens et Ottomans — qui s'y sont succédé.

## Histoire

### Antiquité
Cette forteresse naturelle dominant et défendant l'isthme, pourvue de sources abondantes, était déjà occupée au Néolithique. Les éléments de mobilier les plus anciens sont datés de -1000 environ, tandis que les premières fortifications identifiables remontent au VIIe siècle av. J.-C. On y trouve la fontaine Pirène supérieure.
À partir de -335, la forteresse reçut une garnison macédonienne, devenant l'un des principaux points d'appui de la dynastie des Argéades en Grèce propre, permettant de contrôler l'isthme et de surveiller les États grecs vassalisés ; elle était ainsi désignée comme l'une des trois « entraves » de la Grèce, avec les forteresses de Chalcis et de Démétrias.
Elle échappa aux Macédoniens en -243 à la suite d'un coup de force d'Aratos de Sicyone, stratège de la ligue achéenne à laquelle la cité adhéra. Elle dut cependant être rendue en 225/4 au roi de Macédoine Antigone III Doson en échange de son alliance avec la Ligue.
Après la défaite de Philippe V de Macédoine en 197 au cours de la deuxième guerre macédonienne, la forteresse fut brièvement occupée par les Romains puis remise à la ligue achéenne.
Elle eut à subir le sort de la ville, quand celle-ci fut détruite par le général romain Lucius Mummius Achaicus en -146. La forteresse fut reconstruite à partir de -44, puis eut de nouveau à souffrir de l'invasion des Goths en 375, des Slaves au VIe siècle et des Sarrasins au VIIIe siècle, ainsi que d'innombrables séismes. Lorsque l'Empire romain d'Orient s'organise en provinces militaires, l'Acrocorinthe fait partie de celle du Péloponnèse.

### Moyen Âge
Les Normands de Sicile l'attaquèrent en 1147.
Elle fut assiégée pendant cinq ans, entre 1204 et 1209, au cours de la conquête de la Grèce par les croisés de la quatrième croisade, d'abord par Boniface de Montferrat puis par les forces de la principauté d'Achaïe et du duché d'Athènes. Elle était alors gouvernée par un archonte grec autonome, Léon Sgouros, qui s'y suicida en 1208 ; elle finit par se rendre en 1209 et fut attribuée à Geoffroi Ier de Villehardouin. Elle devint l'une des principales forteresses de la principauté d'Achaïe.
Elle fut attribuée par le prince Robert de Tarente à Niccolò Acciaiuoli en avril 1358 puis passa à Nerio Ier Acciaiuoli. À la mort de ce dernier en septembre 1394 elle fut disputée entre ses beaux-fils et héritiers Carlo Ier Tocco et le despote de Morée, Théodore Ier Paléologue, auquel elle échut entre 1395 et 1397. Menacé par les Ottomans, Théodore proposa vainement de la céder à Venise en 1397, puis la vendit la même année aux Hospitaliers de l'ordre de Saint-Jean de Jérusalem de Rhodes ; elle retourna cependant au despotat en 1404 à la suite d'un échange de forteresses.
Elle fut conquise par les Ottomans en 1458, un peu avant la fin du despotat.

### Période ottomane
Elle joua un rôle au cours de la guerre de Morée, prise par les Vénitiens en 1687, mais reconquise par les Ottomans en 1715. À la fin du XVIIIe siècle, elle appartenait à Kyamıl, le plus puissant bey ottoman du Péloponnèse.

### Guerre d'indépendance
Elle fut assiégée dès les débuts de l'insurrection en 1821, mais le siège fut rapidement levé par la contre-attaque ottomane en mai. Le blocus reprit dès le départ de l'armée ottomane, notamment après la chute de Tripolizza en octobre au cours de laquelle Kyamıl bey fut fait prisonnier. Ce dernier fut utilisé pour négocier la reddition de la forteresse, où se trouvaient sa mère et sa femme, mais les négociations traînèrent en longueur. Finalement, les Grecs négocièrent une reddition séparée pour les membres albanais de la garnison, qui quittèrent les lieux le 22 janvier ; le reste de la garnison capitula alors, en échange de la vie sauve et d'une évacuation vers l'Anatolie. La citadelle fut occupée le 26 janvier 1822 par le bataillon régulier organisé par Dimítrios Ypsilántis, qui ne parvint cependant pas à empêcher les soldats irréguliers d'y pénétrer progressivement ; ceux-ci ne respectèrent pas les termes de la capitulation : les prisonniers furent totalement dépouillés, puis la plupart assassinés peu après ou vendus comme esclaves en dépit de l'interdiction par la constitution d'Épidaure. Kyamıl bey et sa famille furent alors torturés pour leur faire révéler la cachette de leur immense fortune, mais ne parlèrent pas ; peut-être cette fortune n'était-elle qu'une légende.
Quelques mois plus tard, vers le 15 juillet, la forteresse fut reprise sans coup férir par l'armée ottomane de Dramali Pacha : la garnison grecque, sous les ordres d'un pope, Achille, client de la famille Notaras, s'enfuit sans chercher à résister, après avoir assassiné Kyamıl. Dramali se dirigea ensuite vers la plaine d'Argos, où son armée s'enlisa et fut détruite en cherchant à se replier ; lui-même réussit à rejoindre Corinthe, où il mourut de maladie début décembre.
À court de provisions après l'échec de plusieurs tentatives de ravitaillement, la garnison ottomane capitula à nouveau, après un blocus de 9 mois, le 7 novembre 1823]. Elle fut occupée par Nikétaras qui fit cette fois respecter les termes de la capitulation et permit à la garnison de 300 Albanais et 40 femmes d'être évacués sans être molestés.
Restée aux mains du clan Kolokotronis, l'Acrocorinthe se rendit le 2 avril 1823 au nouveau gouvernement, pendant la première guerre civile. Elle fut brièvement assiégée début décembre 1824 par les rebelles commandés par A. Londos et Ioannis Notaras lors de la seconde guerre civile, mais ceux-ci furent rapidement vaincus.
En août 1826, la région, une des rares épargnées par l'offensive d'Ibrahim Pacha, fut dévastée par une guerre civile entre deux membres de la famille Notaras, Panayotis et Ioannis, ce dernier occupant la forteresse avec une troupe de mercenaires rouméliotes. Après la mort de Ioannis Notaras à la bataille de Phalère en 1827, la garnison qu'il y avait laissé fut achetée par Kitsos Tzavelas à la faveur de l'anarchie qui régnait à ce moment. Après les victoires d'Ibrahim pacha dans le Péloponnèse et de Kütaşi bey en Attique, la forteresse restait l'une des dernières aux mains des Grecs et fut approvisionnée en prévision d'un siège. Kütaşi bey n'essaya cependant pas de l'attaquer, la région ayant été attribuée à Ibrahim ; la situation des Grecs fut finalement sauvée par la bataille de Navarin en octobre.

### Époque moderne
Avec l'indépendance et l'unité de la Grèce, l'Acrocorinthe perdit tout intérêt stratégique et fut laissée à l'abandon, subissant d'autres tremblements de terre. Son étude archéologique fut menée par l'American School of Classical Studies à partir de 1896.

## La forteresse

### Description

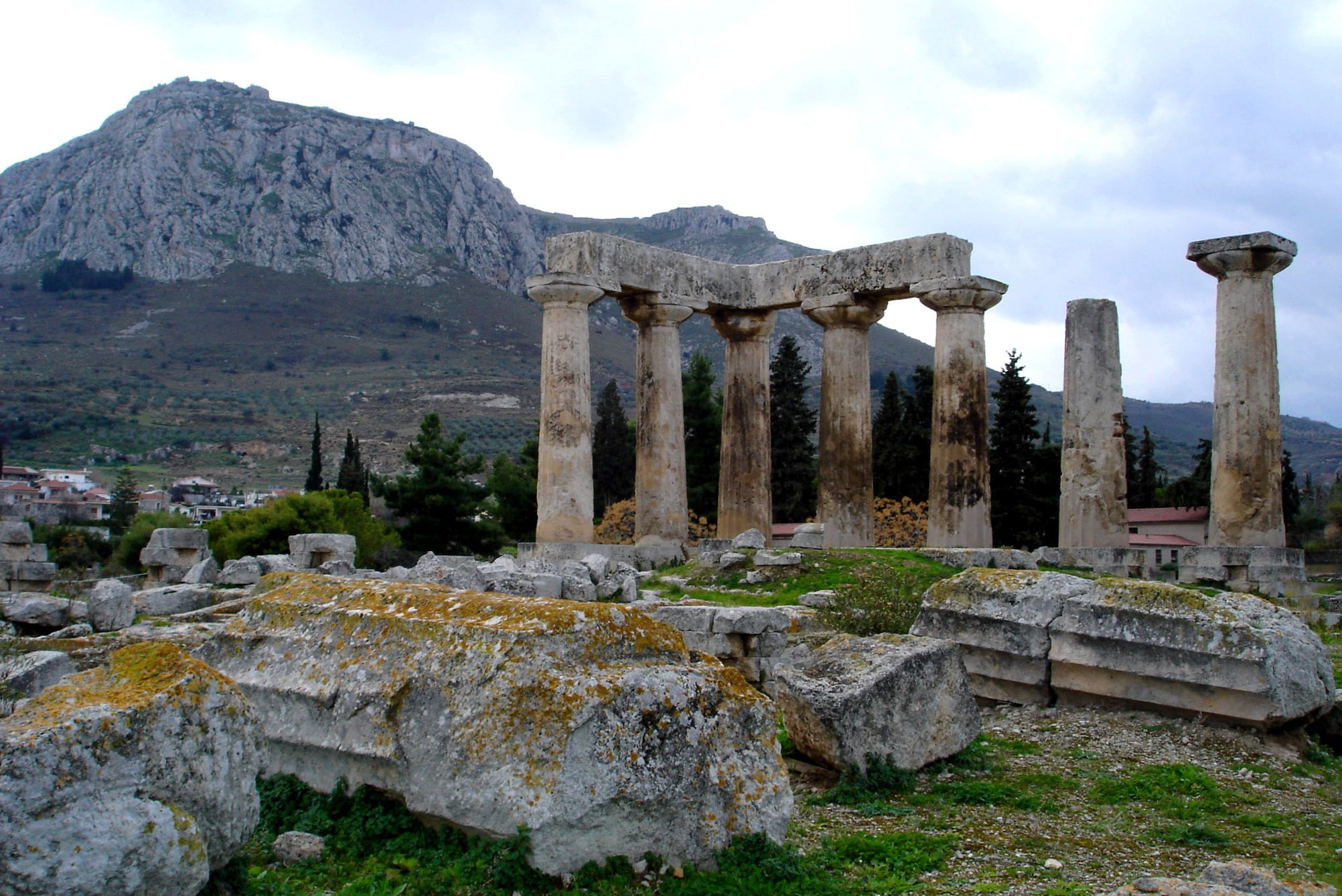
La forteresse d'Acrocorinthe (en haut à gauche), vue de la ville antique.

Le site de la forteresse inclut deux sommets d'un massif montagneux haut de 575 m, entre lesquels jaillissent des sources qui fournissent la forteresse.
Son importante superficie pouvait être défendue grâce aux remparts réunissant les deux sommets, qui constituent déjà par eux-mêmes une position avantageuse. Il n'y a qu'un accès, à l'ouest, fortifié de trois portes reliées par un triple mur précédé d'un fossé de profondeur variable.
En tout, le rempart se développe sur près de deux kilomètres, mettant à profit les dispositions naturelles des escarpements, habilement intégrés au système de défense. Des ravins abrupts et des éboulis protègent l'ensemble au nord, à l'est et au sud, surplombés d'une ceinture ininterrompue de remparts, renforcée à l'ouest et seulement percée de trois petites portes annexes du côté nord.
Les parties plus anciennes sont conservées sur le sommet est, au point le plus élevé. C'est là que se trouvait le temple d'Aphrodite. Cependant les vestiges visibles de nos jours appartiennent à une chapelle byzantine construite sur les fondations du temple.
Sur le sommet opposé se dressent les ruines d'une tour franque, agrandie lors de l'occupation vénitienne et encore renforcée à l'époque ottomane.
L'intérieur du château fort est parsemé de nombreux ouvrages de différentes époques, en particulier au pied du sommet ouest : on rencontre successivement une chapelle vénitienne, des habitations ottomanes, des fontaines, une citerne byzantine et au moins deux petites mosquées, celle d'Ahmed III au nord et celle de Mehmed II plus au sud, dont il ne subsiste que le minaret cylindrique à escalier en colimaçon. La datation et l'identification de ces éléments disparates constitués de matériaux antiques en réemploi ne sont pas des plus aisées.

### Restaurations
De nombreuses sections de fortifications des époques classique, byzantine, franque et turque ont été restaurées ou relevées au cours des différentes campagnes de travaux, ainsi qu'un certain nombre de bâtiments. La fontaine Pirène supérieure, située entre les deux sommets, censée, dans l'Antiquité, communiquer avec la Pirène inférieure située dans la ville basse, a été restaurée en 1930.
Le pont qui franchit le fossé au niveau de la première porte a été reconstruit en 1965–1966. L'effort s'est ensuite porté, dans les années 1970, sur la conservation des deux premières portes et des murs attenants, puis sur d'autres travaux en 1993–1995, comme le remplacement du pont de bois qui marque l'entrée de la forteresse.

## Galerie

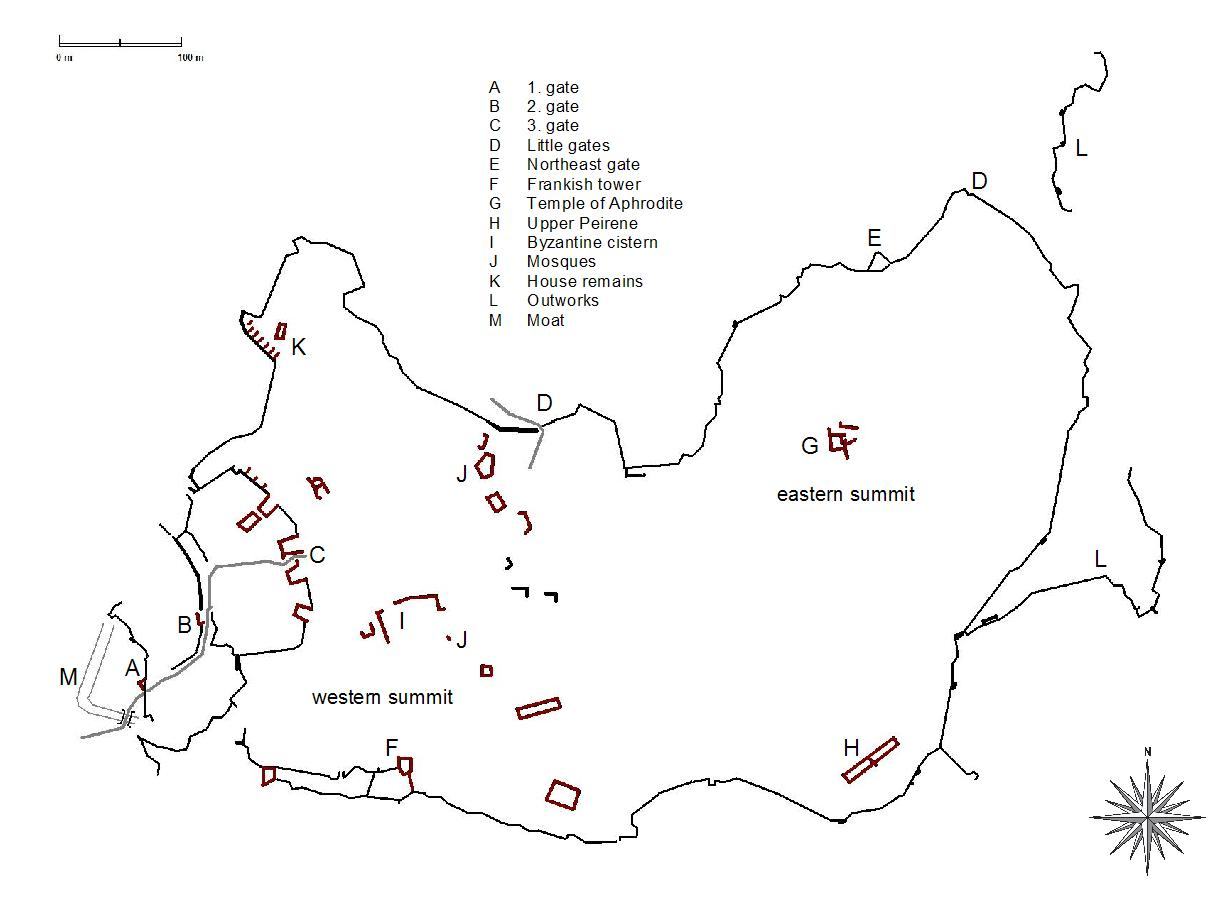
Plan de la forteresse
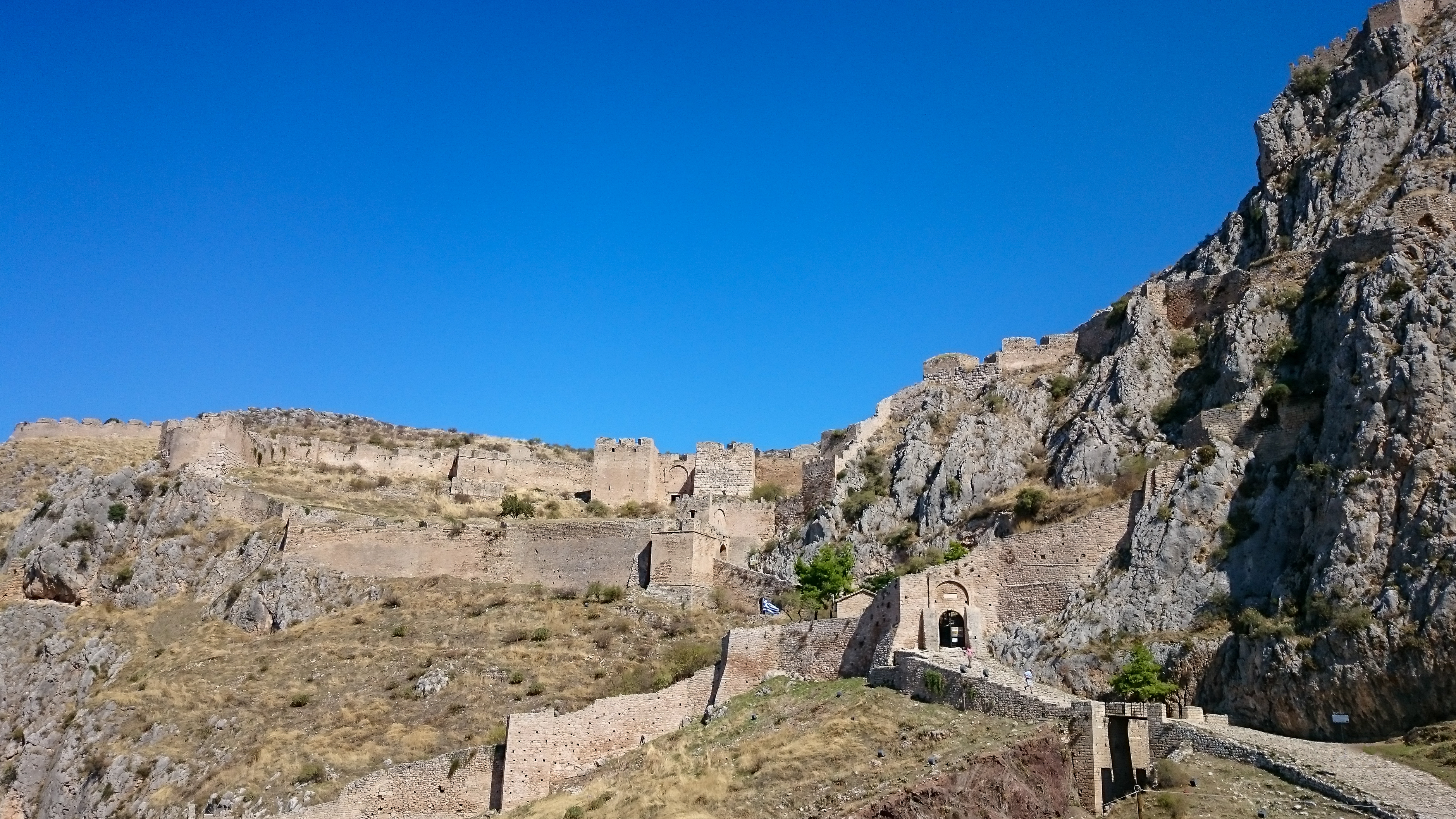
Accès à l'Acrocorinthe
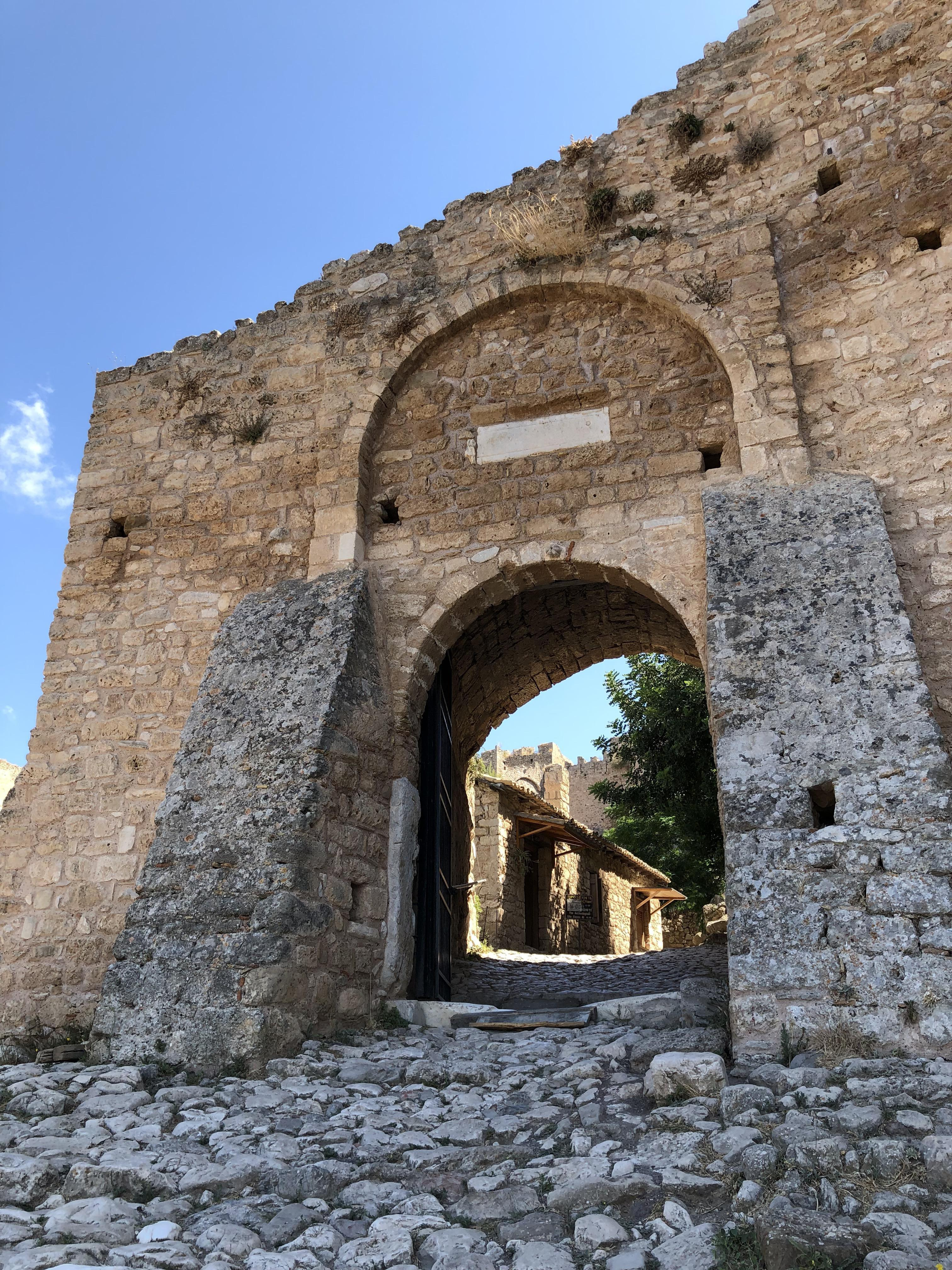
Porte de la première enceinte
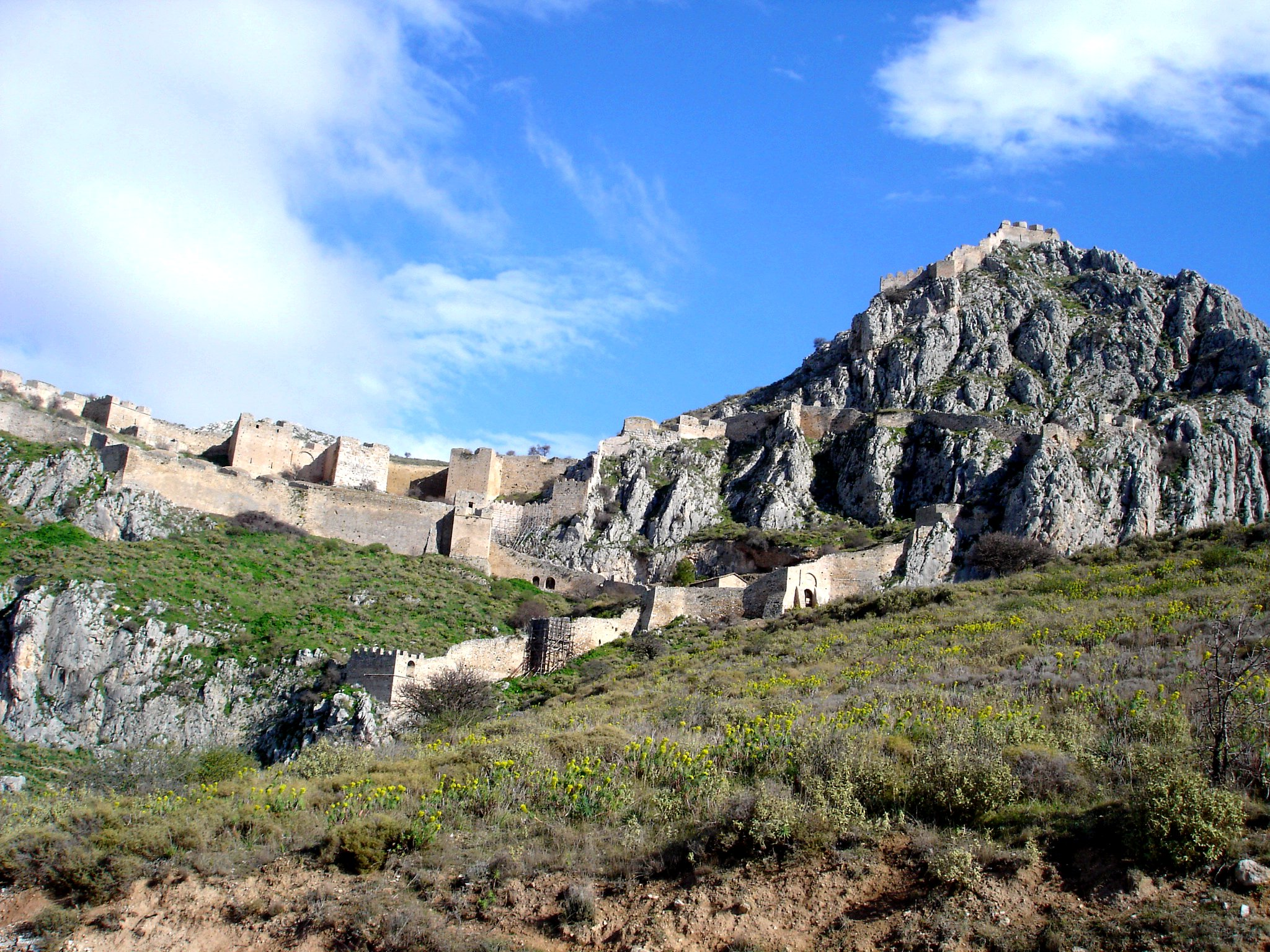
Murs ouest et entrée
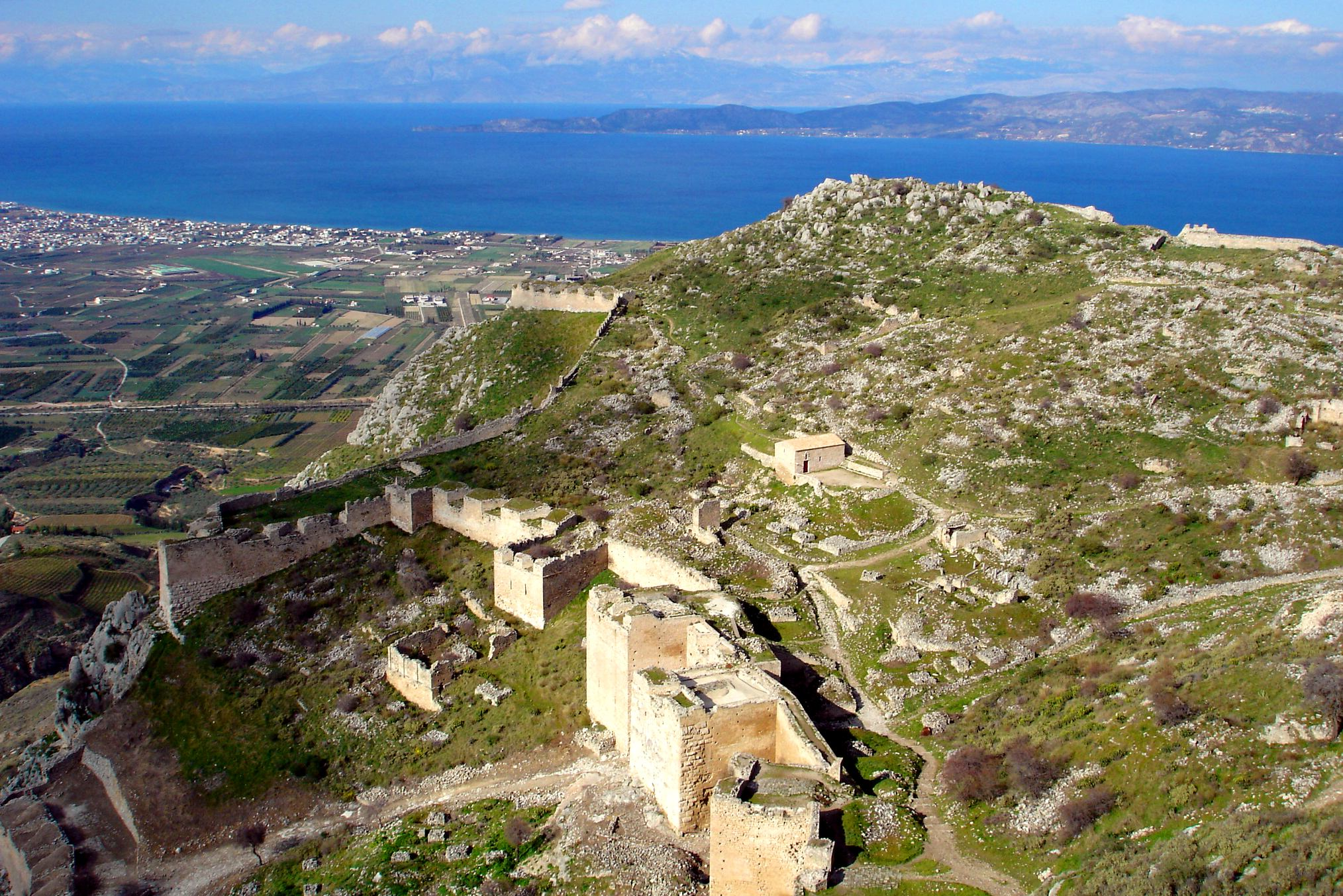
Point de vue vers le nord
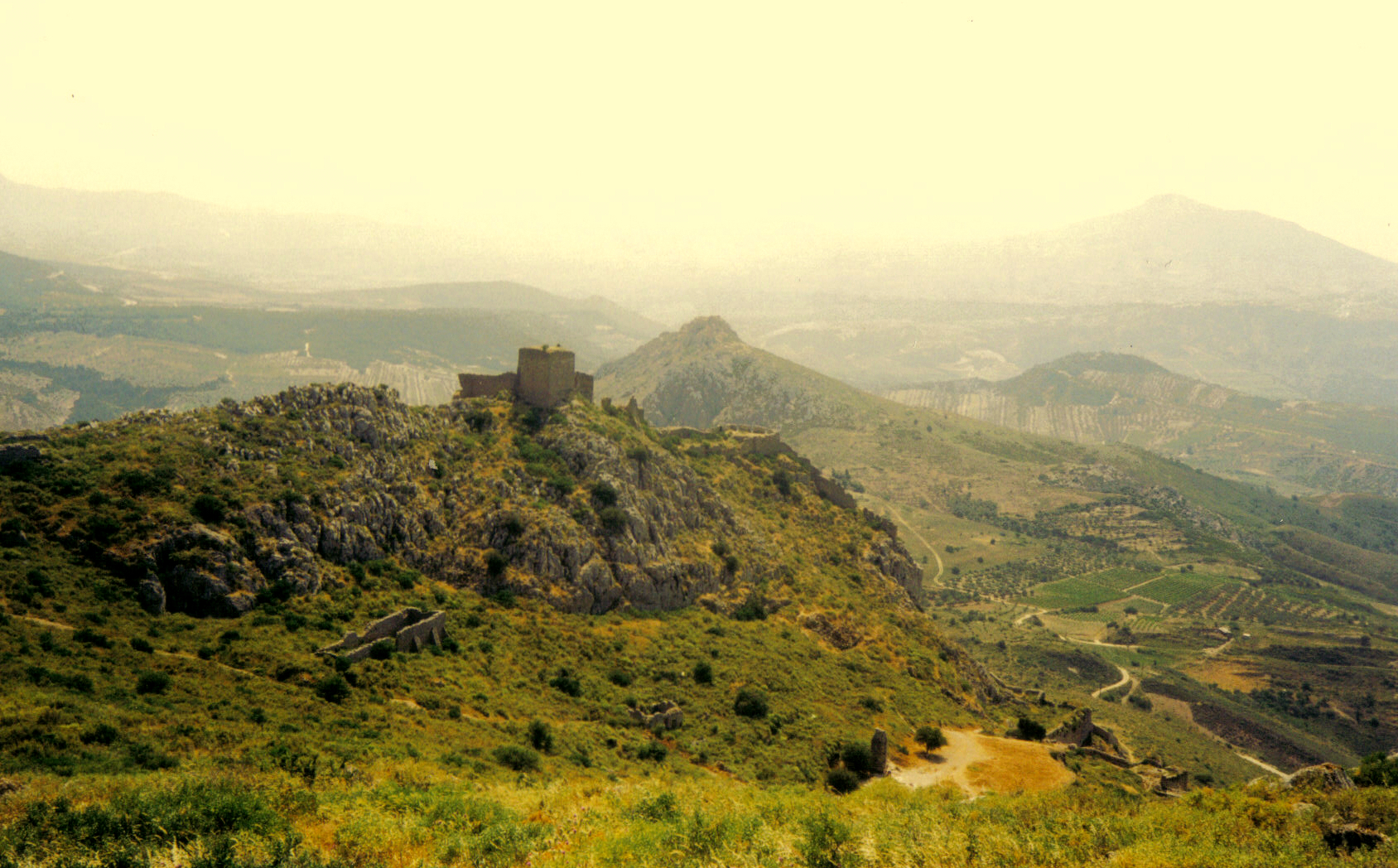
La tour franque, sur le sommet ouest
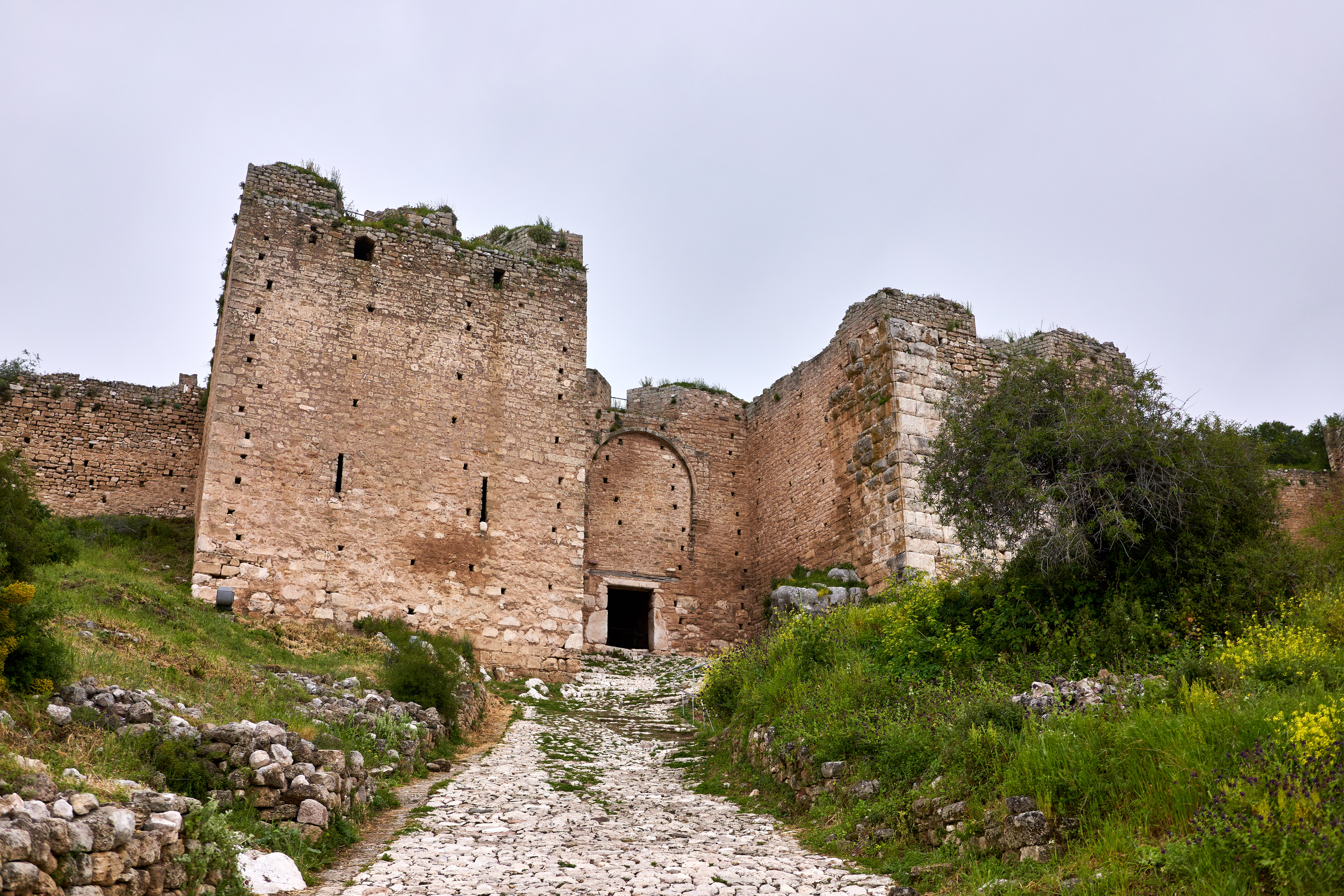
La troisième porte
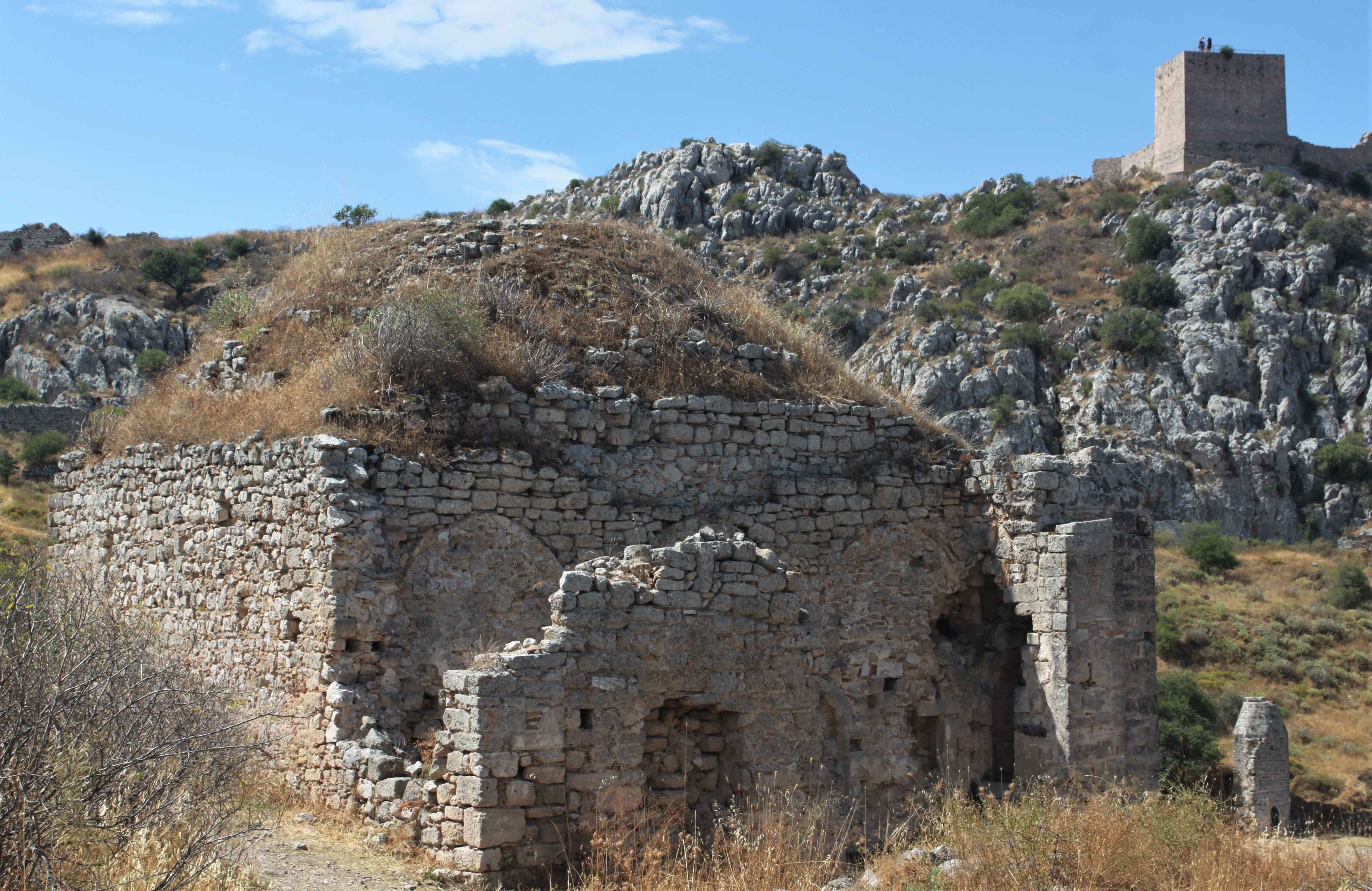
Mosquée Ahmed III
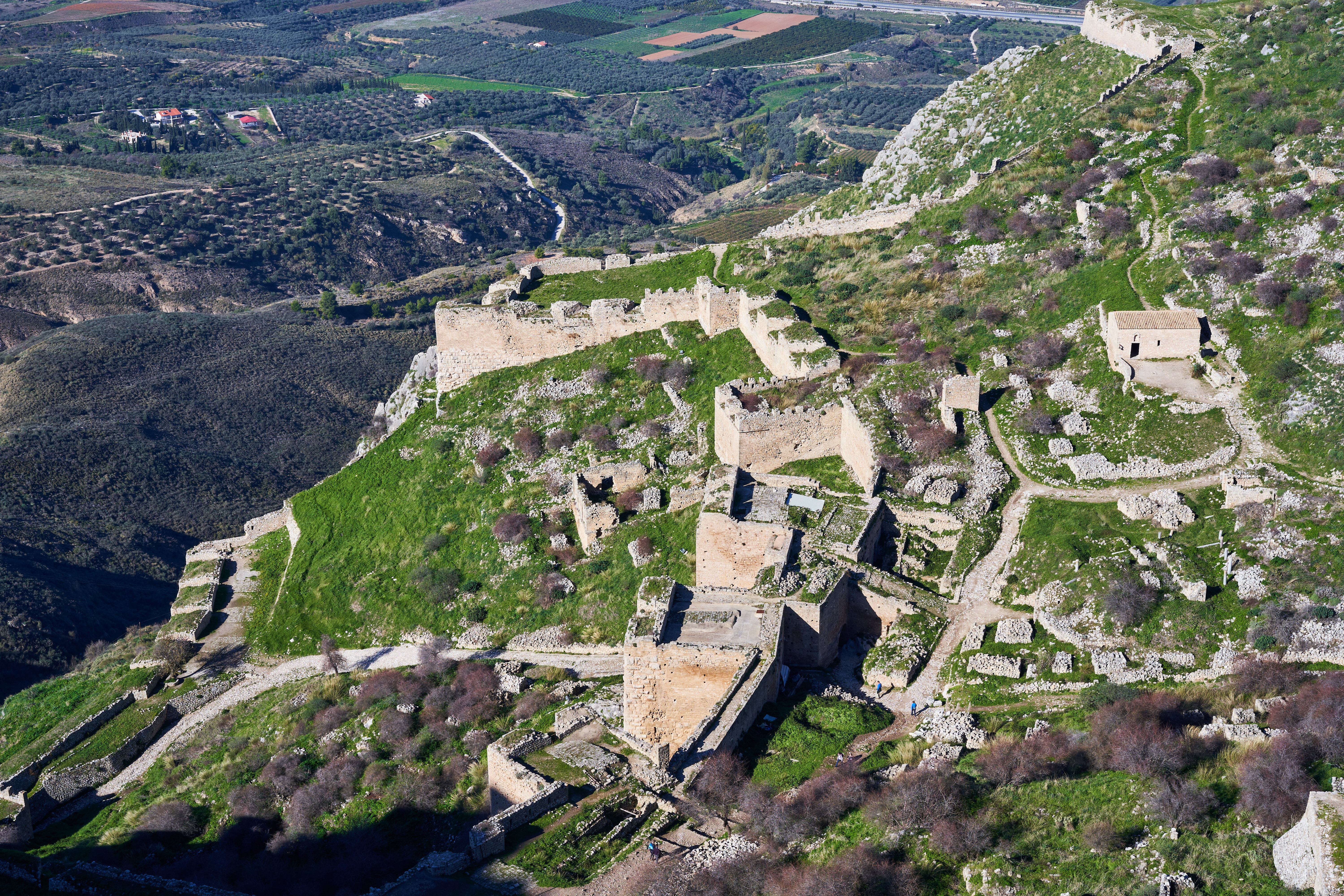
Les deuxième et troisième enceintes et la chapelle byzantine depuis la tour franque

## Source
- (de) Cet article est partiellement ou en totalité issu de l’article de Wikipédia en allemand intitulé « Akrokorinth » (voir la liste des auteurs).